# 考信錄
《考信錄》是一部辨證古書真偽的專著，清代崔述撰。
崔述秉持著「不以传注杂于经，不以诸子百家杂于传注」。崔述卒後，其門人陳履和刊刻《崔東壁遺書》，其中以《考信錄》32卷最重要。
1902年，日人那珂通世發表〈考信录解题〉，介绍崔述「精密地调查上古、唐虞、三代、孔孟的事实」，又言：「东壁所斥者，为俗传，为伪古书，为圣人之道。圣人之道，暂且不论，对古书古传再中研究的话，对于我们了解西邻古代开化的真相，就可事半功倍。」